# Nivenia fruticosa
Nivenia fruticosa är en irisväxtart som först beskrevs av Carl von Linné d.y., och fick sitt nu gällande namn av John Gilbert Baker. Nivenia fruticosa ingår i släktet Nivenia och familjen irisväxter. Inga underarter finns listade i Catalogue of Life.